# Мадеризація
Мадериза́ція — процес термічної обробки виноматеріалів з метою отримання кріпленого вина Мадера.

## Історія
За легендою, в трюмах і на палубі одного з португальських кораблів під час рейсу в Індію знаходилися бочки з вином. Корабель через штиль надовго застряг в екваторіальних широтах, а нерозпродане вино довелося везти назад в Європу, тому воно тривалий час зазнавало дії високої температури повітря і хитавиці. В кінці подорожі воно істотно змінило свій початковий смак і аромат, набувши в букеті відтінки розжареного горіха і карамелі, завдяки яким воно і стало популярним у всьому світі. За іншою версією, що не виключає першу, кам'янистий вологий вулканічний грунт острова Мадейра не дозволяв будувати сухі прохолодні льохи, через що зберігання бочок здійснювалося на горищах, що практикується і досі.

## Технологія
Існують кілька способів мадеризації.
Заброджені і спиртовані виноматеріали в процесі приготування вина, витримують в дубових бочках на відкритих майданчиках, мадерниках або ж з дозуванням кисню в герметичних резервуарах, при досить високій температурі (> 50 °C) протягом значного часу. Головними факторами, які впливають на мадеризацію вина, є: кисень, підвищена температура, фенольні і азотисті речовини, органічні кислоти, цукор та інші. В результаті у вині відбувається цукроамінна реакція (реакція Маяра), яка обумовлює бурштинове забарвлення вина і карамельно-горіхові відтінки в смаку і ароматі.
Купажовані ординарні виноматеріали піддаються мадеризації в бочках на сонячному (мадерному) майданчику протягом 100 діб — для ординарних мадер і протягом 3 … 4 літніх сезонів — для марочних мадер. Залежно від типу вина, який бажають отримати, бочки тримають повними (при виробництві портвейну) або такими, що недолили на 4-5 дал (при виробництві мадери). На час витримки протягом літа і осені їх залишають в спокої і ніяких операцій з ними не проводять, за винятком тих випадків, коли переслідується спеціальна мета — підсилити окислення вина. В цьому випадку проводять переливку, провітрювання і т. п.
Мадеризацію також можна проводити в бочках, які розміщені в спеціальних термокамерах, при температурі 60 … 70° С протягом 2 … 3 місяців до придбання типовості мадери. При вільному надходженні кисню повітря (за наявності повітряного простору над поверхнею вина в бочці) на третій день нагрівання при температурі 70° в провині з'являється смак, властивий винам типу мадери. Мадерний тон, що з'явився, при подальшому нагріванні посилюється. Після 35- 40 днів нагрівання при цій температурі розвиток смаку мадери досягає свого максимуму, потім він починає змінюватися в небажану сторону: у провині з'являється гіркота і присмак паленого цукру (карамелізація). Якщо мадеризація проводиться при обмеженому надходженні кисню повітря (без наявності в бочці повітряного простору — через шпунт і пори клепок), то мадерний смак з'являється лише після нагрівання (при 60-65°) протягом 20 днів. При подальшому нагріванні мадерний смак посилюється і досягає повного розвитку через 2,5-3 місяці. Мадера, що виходить при цьому, має значно гармонійніший і тонший смак, ніж при посиленому окисленні і вищій температурі
У резервуарах мадера витримується 50 діб (при необхідності і більше до придбання виноматеріалом типовості) при температурі 60 … 69° С з додаванням кисню до 250 мг/дм³.
При виробництві мадери допускається додавання в резервуари дубової клепки або спиртованих екстрактів з ферментованих гребенів і
вичавок. При цьому в виноматеріал вводиться кисень (загальна доза 250 … 300 мг/дм³ при одноразовому дозуванні — 4 … 5 мг/дм³) і осаду дріжджів не більше 4 %.
Мадеризація вина супроводжується різноманітними і складними хімічними процесами, в яких беруть участь компоненти вина і деревини дуба, а також кисень. Провідну роль відіграють окисні процеси, що протікають дуже глибоко з руйнуванням деяких речовин, механізми яких можуть бути пояснені з позиції теорії О. М. Баха. При мадеризації відбувається зміна кольору, букета і смаку вина, окислення спиртів з утворенням альдегідів і продуктів вторинних перетворень останніх — ацеталей і ефірів, а також перетворення колоїдів, азотистих і пектинових речовин, вуглеводів, органічних кислот за участю іонів важких металів і т. д., загальних для процесу дозрівання.

## Промислова мадеризация
Значний внесок в розвиток теорії і розкриття механізму процесу мадеризації внесли вчені Г. Г. Агабальянц, М. О. Герасимов, П. Н. Унгурян, О. О. Преображенський, 3. М. Кишковський та інш. Їх дослідження дозволили створити вино типу мадери, що не уступає португальським зразкам, та здійснити перехід від мадеризації вина в бочках до прискореної потоковим способам мадеризації в великих герметичних ємностях. Мадеризація в герметизованих ємностях зменшує втрати вина в порівнянні з витримкою в бочках на 25-30 % і підвищує економічну ефективність виробництва мадери. Професор Г. Г. Агабальянц запропонував проводити мадеризацію в герметизованих емальованих резервуарах (мадерних камерах), в яких рівномірно розміщуються 350—400 оброблених дубових клепок, з розрахунку отримання питомої поверхні дубової деревини 80 см²/дм³. Температура вина в резервуарі підтримується протягом 3-4 місяців в межах 60°-65° С з щоденним дозуванням кисню 15-20 мг/дм³.
Мадерна камера, залізобетонна або термоізольована металева ємність для мадеризації виноматеріалів при температурі 60°-75° С. Для підтримки необхідної температури виноматеріалу застосовуються вмонтовані в мадерную камеру або виносні теплообмінники. Найбільшого поширення набули металеві термоізольовані мадерні камери з виносним теплообмінником і дозуючим пристроєм для подачі кисню. Залежно від способу мадеризації в мадерную камеру поміщають спеціально оброблені дубові клепки, або додають дубову стружку з розрахунку 16 кг на 1000 дкл вина. Мадеризація може проводитися і без закладки в резервуар дубової клепки при наявності в виноматеріалі достатньої кількості фенольних речовин.
Також існує спосіб мадеризації з попередньою біологічною ароматизацією 30-40 % вихідного виноматеріалу шляхом глибинної ферментації з культурою хересних дріжджів, що забезпечує прискорення процесу формування типових властивостей мадери на етапі теплової обробки приблизно в 5-6 разів; при цьому тривалість процесу мадеризації скорочується до 15-20 діб і здійснюється в м'якому тепловому режимі при 45°-50° С для ординарної мадери. Накопичення в виноматеріалі вільного ацетальдегіду при глибинної ферментації створює біохімічну основу для прискорення процесу перетворення фенольних речовин при мадеризації. На цьому принципі розроблений ряд апаратів і неперервно діючих установок. У НВО «Яловени» (Молдова) розроблена технологія прискореної мадеризації виноматеріалів, заснована на інтенсифікації окислювальних процесів і дозрівання. Мадеризацію виноматеріалів проводять в установці для прискореного виробництва ординарної мадери.